# Абдаллах ибн Хамад Аль Тани
Абдалла́х ибн Хама́д ибн Хали́фа А́ль Тани́ (араб. عبد الله بن حمد بن خليفة آل ثاني‎; род. 9 февраля 1988, Доха, Катар) — заместитель эмира Государства Катар с 11 ноября 2014 года. Седьмой сын бывшего эмира Хамада ибн Халифы Аль Тани от своей жены Нуры бинт Халида Аль Тани.

## Биография
Шейх Абдаллах родился в Дохе, Катар, 9 февраля 1988 года, где он получил начальное и среднее образование. Позже он учился в Джорджтаунской школе дипломатической службы в Катаре, которую окончил в 2010 году со степенью бакалавра наук в области дипломатической службы.
В дополнение к своим задачам в качестве заместителя эмира занимает ряд должностей, в том числе генерального контролера частного Амири Дивана, председателя попечительского совета Катарского университета, заместителя председателя Высшего совета по экономическим вопросам и инвестициям и председателя. Совета директоров Фонда социального обеспечения шейха Джасима бин Мохаммеда бин Тани. Он также курирует Фонд социальных и спортивных взносов (Da’am).
Абдаллах бин Хамад Аль Тани был главой Амирского дивана с 20 декабря 2011 года по 10 ноября 2014 года.
4 ноября 2018 года был назначен председателем совета директоров QatarEnergy.
Помимо арабского, свободно владеет английским.